# Hiroshi Nakai (Ingenieur)
Hiroshi Nakai (japanisch 中井 博 Nakai Hiroshi) (* 14. Dezember 1935 in der Präfektur Ibaraki; † 26. Januar 2009 in Osaka) war ein japanischer Bauingenieur und Hochschullehrer.

## Leben
Nach Abschluss des Gymnasiums studierte Nakai Bauingenieurwesen an der Osaka City University, das er 1959 mit dem Bachelor of Science abschloss. Ihm folgte 1961 an derselben Universität der Master of Science. Von 1961 bis 1973 wirkte Nakai als wissenschaftlicher Assistent an der Fakultät für Bauingenieurwesen an der Osaka City University. Dort wurde er  mit der Dissertation Study on mechanical behaviour of curved girder bridges zum Doktor der Ingenieurwissenschaften promoviert – ein Gebiet, auf dem Nakai seine Forschungen vorantreiben sollte und sie in seiner mit Chai H. Yoo 1988 publizierten Monografie zusammenfasste. 1973 wurde Nakai von der Osaka City University zum ordentlichen Professor für Brückenbau berufen. Nach seiner Emeritierung im Jahr 1999 setzte er seine Lehr- und Forschungstätigkeit an der Fukui University of Technology als Professor für Konstruktion bis 2007 fort.
Anfang der 1980er Jahre begann Nakais Zusammenarbeit mit dem Berliner Stahlbauprofessor Joachim Lindner und veröffentlichte seine ersten Aufsätze in der damals von Lindner geleiteten Zeitschrift Stahlbau. Nakais Forschungen erstreckte sich über weite Gebiete des Stahlbrückenbaus wie gekrümmte Stahlbrücken, Stahlstützen, Balkenbrücken aus Stahlverbund, betongefüllte Stahlpfeiler, vorgespannte Brückenplatten sowie lokales und globales Beulen von Stahlpfeilern. Seine Forschungsresultate gingen z. B. in Entwurfsregeln für Balkenbrücken mit vorgespannten Verbundplatten ein; auch beeinflussten sie wesentlich die Regeln über gekrümmte Balkenbrücken der American Association of State Highway and Transportation Officials (AASHTO).
Nakai veröffentlichte 35 Fachbücher als Autor bzw. Mitautor und mehr als 350 Aufsätze in namhaften Fachzeitschriften. So edierte er mit Akimitsu Kurita auf Anregung von Gert Albrecht und Karl-Eugen Kurrer die Maiausgabe 2003 der Zeitschrift Stahlbau, die dem Stahlbrückenbau gewidmet war. Auch beteiligte sich Nakai maßgeblich bei der Etablierung des 1994 begründeten Japanisch-Deutschen Brückensymposiums. Darüber hinaus begründete Nakai 1990 das alle zwei Jahre durchgeführte Japanisch-Koreanische Symposium über Stahlbrückenbau.
Nakai war aktives Mitglied der Japanese Society of Civil Engineers (JSCE), der Japanese Society of Steel Construction (JSSC), der Japanese Society of Materials Science (JSMS), der American Society of Civil Engineers (ASCE) und der International Association for Bridge and Structural Engineering (IABSE).
Von den Ehrungen seien der JSCE Award 1967 sowie der Tanaka Prize 1985 genannt.

## Schriften
- T. Shigematsu und H. Nakai: Das Ausbeulen offener und geschlossener Profile mit Schubverformung bei Druckbeanspruchung in Längsrichtung, in: Stahlbau, 52. Jg. (1983), H. 6, S. 167–172.
- Y. Taido, H. Hayashi, T. Kitada and H. Nakai: A Design method of wide stiffened plates subjected to unilateral and biaxial compression, in: Stahlbau, 54. Jg. (1985), H. 5, S. 149–155.
- H. Takanaka, H. Kishida and H. Nakai: A study on new composite girder using Prestressed Precast Concrete by PPCS Method, in: Stahlbau, 55. Jg. (1986), H. 6, S. 165–174.
- H. Nakai and Chai H. Yoo: Analysis and Design of Curved Steel Bridges, New York: McGraw Hill Book Company 1988.
- H. Nakai, T. Kitada, M. Kunihiro, M. Kitazawa and F. Hasino: Proposition of methods for checking the ultimate strength of arch ribs in steel Nielsen-Lohse Bridges, in: Stahlbau, 64. Jg. (1995), H. 5, S. 165–174.
- Hiroshi Nakai und Akimitsu Kurita: Stahlbrückenbau in Japan, in: Stahlbau, 72. Jg. (2003), H. 5, S. 287–288.
- Y. Yamaguchi, A. Nanjyo, H. Nakai and O. Yoshikawa: Diagnose des Zustandes städtischer Schnellstraßen nach einer Nutzungsdauer von 40 Jahren, in: Stahlbau, 72. Jg. (2003), H. 5, S. 340–345.

## Nachweise
1. ↑  H. Nakai and Chai H. Yoo: Analysis and Design of Curved Steel Bridges, New York: McGraw Hill Book Company 1988.
2. ↑  Hiroshi Nakai und Akimitsu Kurita: Stahlbrückenbau in Japan, in: Stahlbau, 72. Jg. (2003), H. 5, S. 287–288.
3. ↑  JSCE Awards. Japan Society of Civil Engineers, abgerufen am 26. September 2019 (englisch).
4. ↑  Tanaka Award. Japan Society of Civil Engineers, abgerufen am 26. September 2019 (englisch).

| Personendaten    | Personendaten                                |
| ---------------- | -------------------------------------------- |
| NAME             | Nakai, Hiroshi                               |
| KURZBESCHREIBUNG | japanischer Bauingenieur und Hochschullehrer |
| GEBURTSDATUM     | 14. Dezember 1935                            |
| GEBURTSORT       | Präfektur Ibaraki                            |
| STERBEDATUM      | 26. Januar 2009                              |
| STERBEORT        | Osaka                                        |